# Anna di Boemia (granduchessa di Polonia)
Anna di Boemia (1204 – 26 giugno 1265) è stata una nobile polacca.
Appartenente alla dinastia dei Přemyslidi, fu duchessa di Slesia e granduchessa di Polonia dal 1238 al 1241, grazie al suo matrimonio con il sovrano Enrico II il Pio della dinastia dei Piast. È stata celebrata dalla comunità delle suore francescane dell'abbazia di Santa Chiara di Praga a Breslavia come loro fondatrice e patrona.

## Biografia
Anna era figlia del re Ottocaro I di Boemia e della sua seconda moglie, Costanza d'Ungheria. I suoi nonni materni erano Béla III d'Ungheria e la sua prima moglie, Agnese d'Antiochia. I suoi nonni paterni erano il re Ladislao II di Boemia e Giuditta di Turingia. Era sorella della monaca francescana Agnese di Boemia.
Intorno ai dodici anni (nel 1216) si sposò con il principe Piast Enrico II il Pio, membro del ramo slesiano della dinastia Piast, figlio ed erede del duca Enrico il Barbuto. Durante le lotte politiche interne, i Piast della Slesia conquistarono gran parte dei territori polacchi dopo l'assassinio del Gran Duca Leszek il Bianco nel 1227. Enrico il Barbuto ereditò il ducato della Grande Polonia nel 1231 e l'anno successivo ottenne la Provincia del Senior e il trono polacco a Cracovia. Dopo la sua morte, avvenuta il 19 marzo 1238, gli successe il figlio Enrico II, co-governatore nelle terre della Slesia dal 1226.

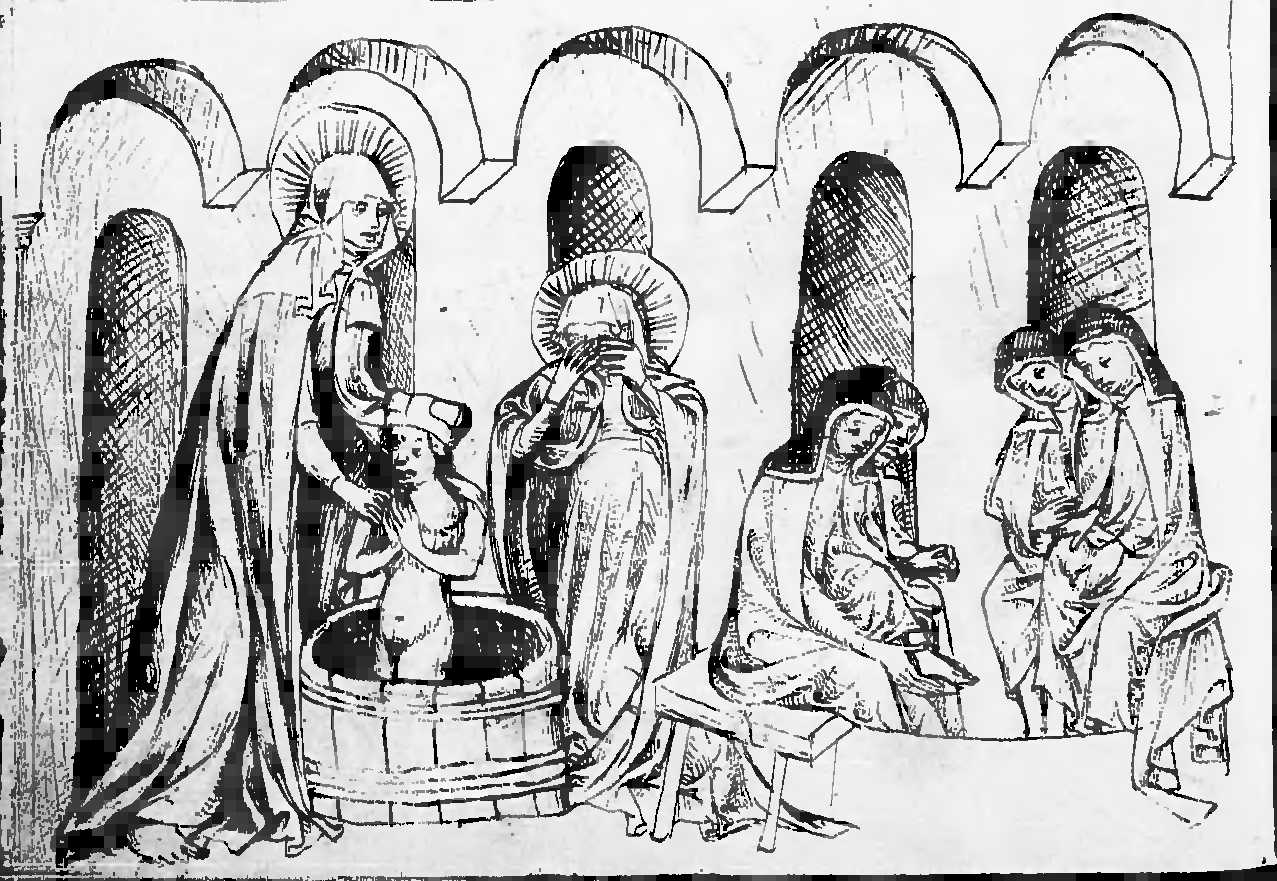
Edvige di Andechs battezza il nipote Boleslao II; presente Anna di Boemia

Anna rimase vedova solo tre anni dopo, il 9 aprile 1241, quando suo marito fu ucciso combattendo contro i Mongoli nella battaglia di Legnica. Gli anni successivi furono segnati principalmente dalla sua occupazione come reggente per suo figlio Boleslao II e i suoi fratelli. Tuttavia, i Piast della Slesia non furono in grado di mantenere la loro supremazia nelle terre polacche, quando il trono di Cracovia passò al duca Corrado I di Masovia.
L'8 maggio 1242 Anna e suo figlio fondarono l'abbazia benedettina di Krzeszów (Grüssau). La duchessa vedova fu anche una generosa benefattrice delle suore francescane di Breslavia, in accordo con sua sorella Agnese di Boemia. Nel 1256 papa Alessandro IV scrisse ai vescovi di Breslavia e Lebus, spiegando che Anna aveva proposto la costruzione di un monastero che avrebbe ospitato una comunità di suore francescane, soddisfacendo il suo desiderio, e quello del marito defunto, di costruire una tale istituzione. Nel 1257 iniziò la costruzione del monastero. Anna donò molti beni al monastero, ma si assicurò che le sue donazioni non violassero il voto di povertà volontaria che le monache avevano fatto; nel 1263, una bolla papale emessa da papa Urbano IV alle monache di Breslavia afferma che Anna voleva che le monache utilizzassero la proprietà che aveva dato loro solo in caso di necessità. Il Notæ Monialium Sanctæ Claræ Wratislaviensium la nomina fondatrice del monastero di Santa Chiara a Breslavia. La sua vita, scritta nella prima metà del XIV secolo, la lega strettamente alla suocera Edvige d'Andechs, che è descritta come la principale influenza sulla vita religiosa di Anna.
Secondo il Notæ Monialium Sanctæ Claræ Wratislaviensium, una cronaca scritta dalle suore francescane di Breslavia, Anna morì nel 1265 e fu sepolta nel coro delle monache presso la Cappella di Santa Edvige, una cappella dell'abbazia di Santa Chiara di Praga a Breslavia.
Secondo lo storico Gábor Klaniczay, era venerata come santa in Polonia, ma non sarebbe mai stata canonizzata.

## Figli
Anna ed Enrico ebbero dieci figli:
- Gertrude (c. 1218/20 - 23/30 aprile 1247), sposata nel 1232 con Boleslao I di Masovia;
- Costanza (c.1221 - c.21 febbraio 1257), sposata nel 1239 con Casimiro I di Cuiavia;
- Boleslao II il Calvo (1220/25 circa - 25/31 dicembre 1278);
- Mieszko (1223/27 circa – 1242);
- Enrico III il Bianco (1227/30 - 3 dicembre 1266);
- Corrado di Głogów (1228/31 - 6 agosto 1274 circa);
- Elisabetta (1232 circa - 16 gennaio 1265), sposò nel 1244 Przemysł I della Grande Polonia;
- Agnese di Trebnitz[7][8] (c. 1236 – 14 maggio poppa. 1277), lasciata dalla madre presso i francescani a Santa Chiara a Breslavia;
- Ladislao (1237-27 aprile 1270), cancelliere boemo, principe vescovo di Bamberga e Passavia, principe arcivescovo di Salisburgo;
- Edvige (c. 1238/41 - 3 aprile 1318), badessa di Santa Chiara a Breslavia.

Dopo lunghe lotte dinastiche, i figli più giovani di Anna rivendicarono i loro diritti sulle terre della Bassa Slesia, incluso Enrico III, che dopo la spartizione delle terre della Slesia nel 1248 governò come duca di Slesia a Breslavia, mentre Boleslao II continuò a governare come duca di Legnica. Dal 1251 Corrado I regnò come primo duca di Slesia di Głogów. Il figlio di Anna, Ladislao (1237–1270), fu nominato cancelliere dal re Ottocaro II di Boemia nel 1256, fu eletto principe-vescovo di Bamberga (1257) e Passau, e divenne principe-arcivescovo di Salisburgo nel 1265. Delle sue figlie, Gertrude (1219–1246) divenne la prima moglie di Boleslao I, duca di Masovia, mentre Edvige (c. 1240-1318) divenne badessa del monastero di Santa Chiara a Breslavia.

## Ascendenza
|                            |                        |                                   | Genitori                           |  |  | Nonni |  |  | Bisnonni                    |  |  | Trisnonni                  |  |
|                            |                        |                                   |                                    |  |  |       |  |  | Vladislao I, duca di Boemia |  |  | Vratislao II, re di Boemia |  |
|                            |                        |                                   |                                    |  |  |       |  |  | Vladislao I, duca di Boemia |  |  | Vratislao II, re di Boemia |  |
|                            |                        | Świętosława di Polonia            |                                    |  |  |       |  |  | Vladislao I, duca di Boemia |  |  |                            |  |
| Vladislao II, re di Boemia |                        |                                   |                                    |  |  |       |  |  | Vladislao I, duca di Boemia |  |  |                            |  |
|                            |                        | Richeza di Berg-Schelklingen      | Enrico, conte di Berg-Schelklingen |  |  |       |  |  |                             |  |  |                            |  |
|                            |                        | Richeza di Berg-Schelklingen      | Enrico, conte di Berg-Schelklingen |  |  |       |  |  |                             |  |  |                            |  |
|                            |                        | Richeza di Berg-Schelklingen      | Adelaide di Vohburg                |  |  |       |  |  |                             |  |  |                            |  |
| Ottocaro I, re di Boemia   |                        | Richeza di Berg-Schelklingen      |                                    |  |  |       |  |  |                             |  |  |                            |  |
|                            |                        | Ludovico I, langravio di Turingia | Luigi, conte di Turingia           |  |  |       |  |  |                             |  |  |                            |  |
|                            |                        | Ludovico I, langravio di Turingia | Luigi, conte di Turingia           |  |  |       |  |  |                             |  |  |                            |  |
|                            |                        | Ludovico I, langravio di Turingia | Adelaide di Stade                  |  |  |       |  |  |                             |  |  |                            |  |
| Giuditta di Turingia       |                        | Ludovico I, langravio di Turingia |                                    |  |  |       |  |  |                             |  |  |                            |  |
|                            |                        | Edvige di Gudensberg              | Giso IV, conte di Gudensberg       |  |  |       |  |  |                             |  |  |                            |  |
|                            |                        | Edvige di Gudensberg              | Giso IV, conte di Gudensberg       |  |  |       |  |  |                             |  |  |                            |  |
|                            |                        | Edvige di Gudensberg              | Cunegonda di Bilstein              |  |  |       |  |  |                             |  |  |                            |  |
| Anna di Boemia             |                        | Edvige di Gudensberg              |                                    |  |  |       |  |  |                             |  |  |                            |  |
|                            | Géza II, re d'Ungheria | Béla II, re d'Ungheria            |                                    |  |  |       |  |  |                             |  |  |                            |  |
|                            | Géza II, re d'Ungheria | Béla II, re d'Ungheria            |                                    |  |  |       |  |  |                             |  |  |                            |  |
|                            | Géza II, re d'Ungheria | Elena di Rascia                   |                                    |  |  |       |  |  |                             |  |  |                            |  |
| Béla III, re d'Ungheria    | Géza II, re d'Ungheria |                                   |                                    |  |  |       |  |  |                             |  |  |                            |  |
|                            |                        | Efrosin'ja Mstislavna di Kiev     | Mstislav I, gran principe di Kiev  |  |  |       |  |  |                             |  |  |                            |  |
|                            |                        | Efrosin'ja Mstislavna di Kiev     | Mstislav I, gran principe di Kiev  |  |  |       |  |  |                             |  |  |                            |  |
|                            |                        | Efrosin'ja Mstislavna di Kiev     | Ljubava Dmitrijevna                |  |  |       |  |  |                             |  |  |                            |  |
| Costanza d'Ungheria        |                        | Efrosin'ja Mstislavna di Kiev     |                                    |  |  |       |  |  |                             |  |  |                            |  |
|                            |                        | Rinaldo di Châtillon              | Enrico, signore di Châtillon       |  |  |       |  |  |                             |  |  |                            |  |
|                            |                        | Rinaldo di Châtillon              | Enrico, signore di Châtillon       |  |  |       |  |  |                             |  |  |                            |  |
|                            |                        | Rinaldo di Châtillon              | Ermengarda di Montjay              |  |  |       |  |  |                             |  |  |                            |  |
| Agnese d'Antiochia         |                        | Rinaldo di Châtillon              |                                    |  |  |       |  |  |                             |  |  |                            |  |
|                            |                        | Costanza, principessa d'Antiochia | Boemondo II, principe d'Antiochia  |  |  |       |  |  |                             |  |  |                            |  |
|                            |                        | Costanza, principessa d'Antiochia | Boemondo II, principe d'Antiochia  |  |  |       |  |  |                             |  |  |                            |  |
|                            |                        | Costanza, principessa d'Antiochia | Alice di Gerusalemme               |  |  |       |  |  |                             |  |  |                            |  |
|                            |                        | Costanza, principessa d'Antiochia |                                    |  |  |       |  |  |                             |  |  |                            |  |